# Mweelrea
Mweelrea (iriska: Cnoc Maol Réidh) är ett berg i republiken Irland.   Det ligger i grevskapet Maigh Eo och provinsen Connacht, i den nordvästra delen av landet, 240 km väster om huvudstaden Dublin. Toppen på Mweelrea är 814 meter över havet.
Terrängen runt Mweelrea är huvudsakligen kuperad, men västerut är den platt. En vik av havet är nära Mweelrea västerut. Mweelrea är den högsta punkten i trakten. Runt Mweelrea är det mycket glesbefolkat, med 3 invånare per kvadratkilometer. Närmaste större samhälle är Louisburgh, 14,8 km norr om Mweelrea. Trakten runt Mweelrea består i huvudsak av gräsmarker.